# Humanitad
Humanitad är en global filantropisk organisation med det primära syftet att befrämja och uppmuntra interkulturellt och ekumeniskt samförstånd mellan världens länder och religioner. Den startades av Sasha Stone av Rhodesia år 1999. Nu driver han New Earth Nation. 